# Klobouky u Brna
Klobouky u Brna település Csehországban, Břeclavi járásban. Klobouky u Brna Dambořice, Krumvíř, Diváky, Brumovice, Borkovany, Boleradice, Kašnice, Morkůvky, Velké Hostěrádky és Šitbořice településekkel határos. Lakosainak száma 2501 fő (2024. január 1.).

## Népesség
A település lakosságának változását az alábbi diagram mutatja:
| Lakosok száma | 2687 | 2703 | 2720 | 2480 | 2341 | 2228 | 2463 | 2453 | 2426 | 2501 |
|               | 1869 | 1890 | 1921 | 1950 | 1980 | 2001 | 2017 | 2019 | 2022 | 2024 |